# Teresa Pou
Teresa Pou, també coneguda com a Teresa Piferrer (segle XVII - Barcelona, 1764), fou una impressora catalana.

## Biografia
Com a editora, Teresa edità uns cinquanta títols sota el peu d'impremta «Viuda Teresa Piferrer». Seguí la línia editorial establerta pel seu marit: llibres religiosos, d'ensenyament i publicacions oficials. No obstant això, la seva contribució més destacable fou la publicació de llibres de temes inhabituals a l'època com: manuals de medicina (Puig, Principios de cirugía (1753); Canivell, Tratado de vendajes y apósitos (1763); llibres d'història (Caresmar, Menoligium Premostratense (1761); de temàtica militar (Historia de las operaciones militares, 1756-1761); llibre pràctic (Carballo, Modo práctico de curar toda dolencia; Ezpeleta Mallol, Práctica de secretarios, 1758); urbanisme (Coll, Breve noticia de la fábrica y construcción del nuevo barrio de la playa de Barcelona, 1755); i «moda» (Caracciolo, Libro del agrado, 1762).
Nogensmenys, la direcció de Teresa fou més nominal que efectiva, atesos documents notarials i la informació afegida al peu d'impremta: «en la imprenta de Teresa Piferrer viuda administrada por Tomas Piferrer librero», els quals mostren que les decisions pel que fa al negoci les prenia el seu fill Tomàs. Aquest és nomenat Impressor Reial el 1763 quan fa divuit anys i, com exigien les ordenances gremials, és a partir de llavors que els llibres es publiquen amb el segell «Por Thomas Piferrer Impresor, del Rey N. Sr.». Més endavant i com a mostra del prestigi assolit, fou també Impressor del Sant Ofici, càrrec que continuà la seva dona, Eulàlia Massià, i el seu hereu, Joan Francesc. La política editorial dels Piferrer: «...iba dirigida a cinco tipos de clientela: las instituciones políticas y administrativas, los organismos religiosos y educativos, los profesionales libres [...], el lector de literatura de consumo y el profesional del libro. La gran magnitud de la empresa […] [es] evidente por las cifras de los volúmenes […] almacenados en 1794: 250.000 ejemplares, […] [y] más de mil títulos» (Llanas, 2002-2003). Aquestes xifres i l'augment del nombre de premses al taller, segons els inventaris de 1764, 1775 i 1794, converteixen la impremta Piferrer en l'editorial barcelonina més important de l'època i comparable a les millors de l'estat espanyol.
Eulàlia enviudà de Tomàs el 1775 i es convertí en usufructuària dels seus béns fins a la seva mort esdevinguda el 1793. Sota la seva direcció, i ajudada per l'administrador, Joan Sallent, l'empresa no fa sinó créixer. Publicà un mínim de 250 títols. Se'n destaca, però, no la quantitat, sinó la variada tipologia documental, temàtica i de disciplines, resultat «[…] de la capacitat d'adaptació […] a l'evolució dels temps» (Llanes, 2003). L'adequació al ritme dels temps, s'observa en la nòmina d'autors i obres literàries presents al catàleg: Cadalso, Fernández de Moratín, Goldoni, Iriarte, Jovellanos, Racine, Voltaire, Ciceró, Fedre, Isop i Quevedo.
En la tasca editorial d'Eulàlia s'observen, doncs, les tendències característiques de les dones impressores pel que fa a la literatura, i de les quals en són mostra els literats abans esmentats: «por un lado, continúan con la impresión, […] de una literatura culta [...]; por otro lado, se traza una línea difusa, de edición popular que podemos considerar como iniciadora de la formación de una sociedad popular lectora...» (Arroyo Almarz, 2008).
Un cop el seu fill, Joan Francesc, arriba a la majoria d'edat, passa a fer-se càrrec del negoci familiar.